# Los Valles (San Cristóbal de La Laguna)
Los Valles es una entidad de población del municipio de San Cristóbal de La Laguna, en la isla de Tenerife —Canarias, España—.
Administrativamente se incluye en la Zona 2 del municipio.

## Características
Esta entidad se localiza a cerca de nueve kilómetros al este de la capital municipal, a una altitud media de 494 m s. n. m.
Está formado por los núcleos de Valle Jiménez y Valle Tabares, carcaterizándose gran parte de su superficie por estar constituida por una amplia zona rural y natural.
Valle Jiménez cuenta con una iglesia, una plaza pública, un centro ciudadano, instalaciones deportivas, así como pequeños comercios, bares y restaurantes. Por su cuenta, Valle Tabares posee su propio centro ciudadano —La Ratona—, una farmacia, una ermita, una plaza pública y un parque. Aquí se ubican además el Centro de Menores Valle Tabares y el Centro Terapéutico de Alzheimer Josefa Molina.

## Demografía
| Año        | 2000  | 2001  | 2002  | 2003  | 2004  | 2005  | 2006  | 2007  | 2008  | 2009  | 2010  | 2011  | 2012  | 2013  | 2014  | 2015  |
| ---------- | ----- | ----- | ----- | ----- | ----- | ----- | ----- | ----- | ----- | ----- | ----- | ----- | ----- | ----- | ----- | ----- |
| Habitantes | 2.673 | 2.753 | 2.801 | 2.787 | 2.787 | 2.813 | 2.816 | 2.680 | 2.747 | 2.761 | 2.807 | 2.867 | 2.830 | 2.811 | 2.814 | 2.782 |

## Fiestas
El barrio de Valle Jiménez celebra desde 1966 fiestas en honor a la Virgen de Fátima en el mes de septiembre, desarrollándose actos religiosos y populares, entre los que destacan exposiciones de juegos y deportes tradicionales canarios, y el paseo de barcos por las calles.
Asimismo, Valle Tabares celebra fiestas en honor a la Virgen del Rosario en el mes de octubre.

## Comunicaciones
Se llega al barrio a través de la Carretera TF-111.

### Transporte público
En autobús —guagua— queda conectado mediante la siguiente línea de TITSA:
| Línea | Trayecto                                  | Recorrido     |
| ----- | ----------------------------------------- | ------------- |
| 228   | Santa Cruz - Los Campitos (por La Cuesta) | Horario/Línea |

## Lugares de interés
- Parque Antonio de la Rosa Díaz
- Centro de Menores Valle Tabares
- Centro Terapéutico de Alzheimer Josefa Molina